# Muide
Muide is een arbeiderswijk in het havengebied in het noorden van de Belgische stad Gent.
Het hele gebied ten noorden van Gent was van oorsprong zeer moerassig, zoals blijkt uit de toponymie; namen zoals Muide, Meerhem en Nieuwland verwijzen naar het moerassige karakter.
In de 13e eeuw breidde Gent zich noordelijk uit dankzij de verkoop van het gebied tussen de huidige Sint-Baafsabdij en de Muidebrug met inbegrip van de Torfbriel en de Sleepstraat door Margaretha van Constantinopel en haar zoon Gwijde van Dampierre in maart 1269.
Op 1 april 1299 verkocht Robert, oudste zoon van de graaf van Vlaanderen, aan de stad het gebied de Muide en Marialand aan de huidige Peperstraat.
Oorspronkelijk begon de Muide aan het Muidebrugksen aan het einde van de Sleepstraat ter hoogte van de huidige Karel Mirystraat. In het verlengde van de Sleepstraat liep de Muidestraat, in het Frans Grande rue de Gand à Meulestede genoemd. Het tracé van deze "grote straete ter Muden" uit 1334 moet vermoedelijk reeds in de Romeinse tijd zijn uitgewerkt, mogelijk nog vroeger. Dit gebied dat aansloot bij het meer oostelijk gelegen Slotendries en zo verder naar Destelbergen zou vroeger vrij dichtbevolkt geweest zijn. Over de toenmalige bewoners is nauwelijks iets geweten, behalve dat het handwerklieden waren en vissers, die gebruik maakten van de vele kleine waterlopen.
Ook in latere eeuwen zien we dat de Muide slechts bebouwing heeft langs de Muidestraat, met ten oosten en ten westen daarvan enkele molens. Uit plattegronden blijkt dat het overige gebied ingenomen werd door tuinen, hooiland en onbeploegde gronden.
Deelgemeenten: Afsnee · Desteldonk · Drongen · Gent · Gentbrugge · Ledeberg · Mariakerke · Mendonk · Oostakker · Sint-Amandsberg · Sint-Denijs-Westrem · Sint-Kruis-Winkel · Wondelgem · Zwijnaarde

Overige dorpen, gehuchten en wijken:
Belgische gemeenten · Arrondissement Gent · Oost-Vlaanderen · Vlaanderen